# کریستی ترلینگتون
کریستی ترلینگتون (انگلیسی: Christy Turlington؛ زادهٔ ۲ ژانویهٔ ۱۹۶۹) سوپرمدل اهل ایالات متحده آمریکا است. او در دههٔ ۱۹۸۰ و اوایل دهه ۱۹۹۰ به اوج شهرت رسید و در سال ۲۰۱۴ به‌عنوان یکی از «صد چهرهٔ تأثیرگذار جهان» از سوی مجلهٔ تایم برگزیده شد. کریستی ترلینگتون بیشتر برای برند عطر اترنیتی کلوین کلاین و همچنین شرکت میبلین فعالیت می‌کرد. او به‌همراه نائومی کمبل و لیندا ایونجلیستا به دلیل شهرت و نفوذشان، «سه‌تن» (Trinity) دنیای مد خوانده می‌شدند.